# Ixora delicatula
Ixora delicatula är en måreväxtart som beskrevs av Ronald William John Keay. Ixora delicatula ingår i släktet Ixora och familjen måreväxter. Inga underarter finns listade i Catalogue of Life.